# Edward Field
Edward Field (* 7. Juni 1924 in Brooklyn, New York City) ist ein US-amerikanischer Schriftsteller.

## Leben
Field wuchs in Brooklyn auf. Im Zweiten Weltkrieg war er bei der US-amerikanischen Luftwaffe als Pilot. Als Dichter veröffentlichte Field eine Reihe von Gedichten im Laufe seines Lebens. Zudem schrieb er verschiedene Romane und zwei Sachbücher. Der Dokumentarfilm 'To Be Alive!, wo Field der Erzähler war, erhielt den Oscar.
Sein langjähriger Lebensgefährte war der Schriftsteller Neil Derrick (1931–2018).

## Werke (Auswahl)

### Gedichte
- Icarus (1963)
- Stand Up, Friend, With Me (Grove Press, 1963)
- Variety Photoplays (Grove Press, 1967)
- Eskimo Songs and Stories (Delacorte Press, 1973)
- A Full Heart (Sheep Meadow Press, 1977)
- Stars in My Eyes (Sheep Meadow Press, 1978)
- The Lost, Dancing (Watershed Tapes, 1984)
- New And Selected Poems (Sheep Meadow Press, 1987)
- Counting Myself Lucky, Selected Poems 1963–1992 (Black Sparrow, 1992), ISBN 0-87685-891-4
- A Frieze for a Temple of Love (Black Sparrow Books, 1998)
- Magic Words (Harcourt Brace, 1998)
- After The Fall: Poems Old and New (University of Pittsburgh Press, 2007), ISBN 978-0-8229-5980-9

### Romane (gemeinsam mit Neil Derrick)
- The Potency Clinic (Bleecker Street Press, 1978)
- Die PotenzKlinik (Berlin: Albino Verlag, 1982)
- Village (Avon Books, 1982)
- The Office (Ballantine Books, 1987)
- The Villagers (Painted Leaf Press, 2000)

### Sachbücher
- The Man Who Would Marry Susan Sontag, and Other Intimate Literary Portraits of the Bohemian Era (University of Wisconsin Press, 2006)
- Kabuli Days: Travels in Old Afghanistan (World Parade Books, 2008), ISBN 978-0-9817136-4-9

### Anthologien und Editorials
- A Geography of Poets (Bantam Books, 1979)
- (gemeinsam mit C. Stetler/G. Locklin) A New Geography of Poets (University of Arkansas Press, 1992)
- Editor, Head of a Sad Angel, Stories von Alfred Chester (Black Sparrow, 1990), Einleitung von Gore Vidal.
- Editor, Looking For Genet, Essays von Alfred Chester (Black Sparrow Press, 1992)
- Editor, Dancing with a Tiger, Ausgewählte Gedichte von Robert Friend (Spuyten Duyvil, 2003)

## Auszeichnungen und Preise (Auswahl)
- Academy Award für den Dokumentarfilm To Be Alive! als Erzähler
- Lamont Poetry Prize (Academy of American Poets), 1962
- Guggenheim-Stipendium, 1963
- Shelley Memorial Award (Poetry Society of America), 1974
- Prix de Rome (American Academy of Arts & Letters), 1981
- Lambda Literary Award, 1993, für Counting Myself Lucky
- Bill Whitehead Lifetime Achievement Award (Publishing Triangle), 2005
- W. H. Auden Award (Sheep Meadow Foundation), 2005